# Umeå Hardcore
Umeå Hardcore (UÅHC) to nazwa sceny straight edge hardcore punk i hardcore, do której utworzenia doszło pod koniec lat osiemdziesiątych i na początku lat dziewięćciesiątych XX wieku w szwedzkim mieście Umeå. Zjawisko to zyskało uznanie w świecie muzyki hardcore punk. Nowojorska grupa hardcore Biohazard w 1997 roku rozpoczęła swoją europejską trasę koncertową właśnie tam, tłumacząc to postanowienie tym że: "Umeå jest stolicą hardcore w Europie. Kochamy to miejsce. Myślę, że zespoły z Umei wierzą w to o czym śpiewają bardziej niż gdziekolwiek indziej na świecie. I nie mówię tylko o kapelach straight edge takich jak Refused, Doughnuts czy Final Exit. Szczerość w tutejszej muzyce  jest wyczuwalna i znana na całym świecie. Wiedzą czego chcą." Członkowie Final Exit, jednego z pierwszych zespołów na tej scenie, po rozwiązaniu grupy w 1997 roku stwierdzili, że scena była dla nich "zbyt fałszywa", a oni "zbyt prawdziwi" aby ją współtworzyć. Wokalista grupy grał jeszcze na perkusji w zespole Refused, który nota bene rozpadł się rok później. Grupa Final Exit wznowiła działalność w roku 2007. Oprócz postawy straight edge zespoły poprzez muzykę promowały weganizm i ruch wyzwolenia zwierząt. Pierwsze płyty zespołów Step Forward, Final Exit czy Abhinanda były wydawane własnym sumptem, w myśl etyki DIY, przez samych członków tych grup. Z czasem zaczęły powstawać niezależne wytwórnie muzyczne (Umeå Hardcore Records i Desperate Fight Records).

## Zespoły z Umei
- Abhinanda
- AC4
- Amöba
- Blackout
- Disconvenience
- Doughnuts
- DS 13
- Eclipse
- Epileptic Terror Attack
- Final Exit
- Guttersnipe
- Insurgent Kid
- Kommunen
- Lesra
- Misantropic
- Personkrets 3:1
- Refused
- Purusam
- Plastic Pride
- Rabid Grannies
- Saidiwas
- Scared
- Separation
- Step Forward
- The (International) Noise Conspiracy
- The Rats
- The Social Bombs
- The Vectors

### Źródła (po Szwedzku)
- Esej na temat sceny z Umei. musik.uu.se. [zarchiwizowane z tego adresu (2007-11-07)].